# Aristolochia gigantea
Aristolochia gigantea là một loài thực vật có hoa trong họ Aristolochiaceae. Loài này được Mart. mô tả khoa học đầu tiên năm 1824.